# Aaptosyax grypus
A carpa-salmão-gigante (Aaptosyax grypus), também denominada carpa-salmão-gigante-do-Mecom, é uma espécie de peixe de água doce da família Cyprinidae e a única espécie do gênero monotípico Aaptosyax . É endémico do curso médio do rio Mecom no norte do Camboja, Laos e Tailândia. Sua população é muito reduzida (> 90%) como resultado da pesca excessiva e degradação do habitat, e agora é considerada Criticamente Ameaçada.
Este peixe pode atingir um comprimento de 130 cm (51 in) e peso de 30 kg (66 lb).